# Stazione di Lanús
La stazione di Lanús (Estación Lanús in spagnolo) è una stazione ferroviaria della linea Roca situata nell'omonima città della provincia di Buenos Aires.

## Storia
La stazione fu aperta al traffico nel 1887.